# Varenne-Saint-Germain
Varenne-Saint-Germain là một xã ở tỉnh Saône-et-Loire trong vùng Bourgogne-Franche-Comté nước Pháp.
Sông Arconce chảy vào sông Loire ở xã này.

## Thông tin nhân khẩu
Theo điều tra dân số năm 1999, xã này có dân số 549.
Dân số năm 2006 ước khoảng 626 người.